# 폴리네시아 삼각형

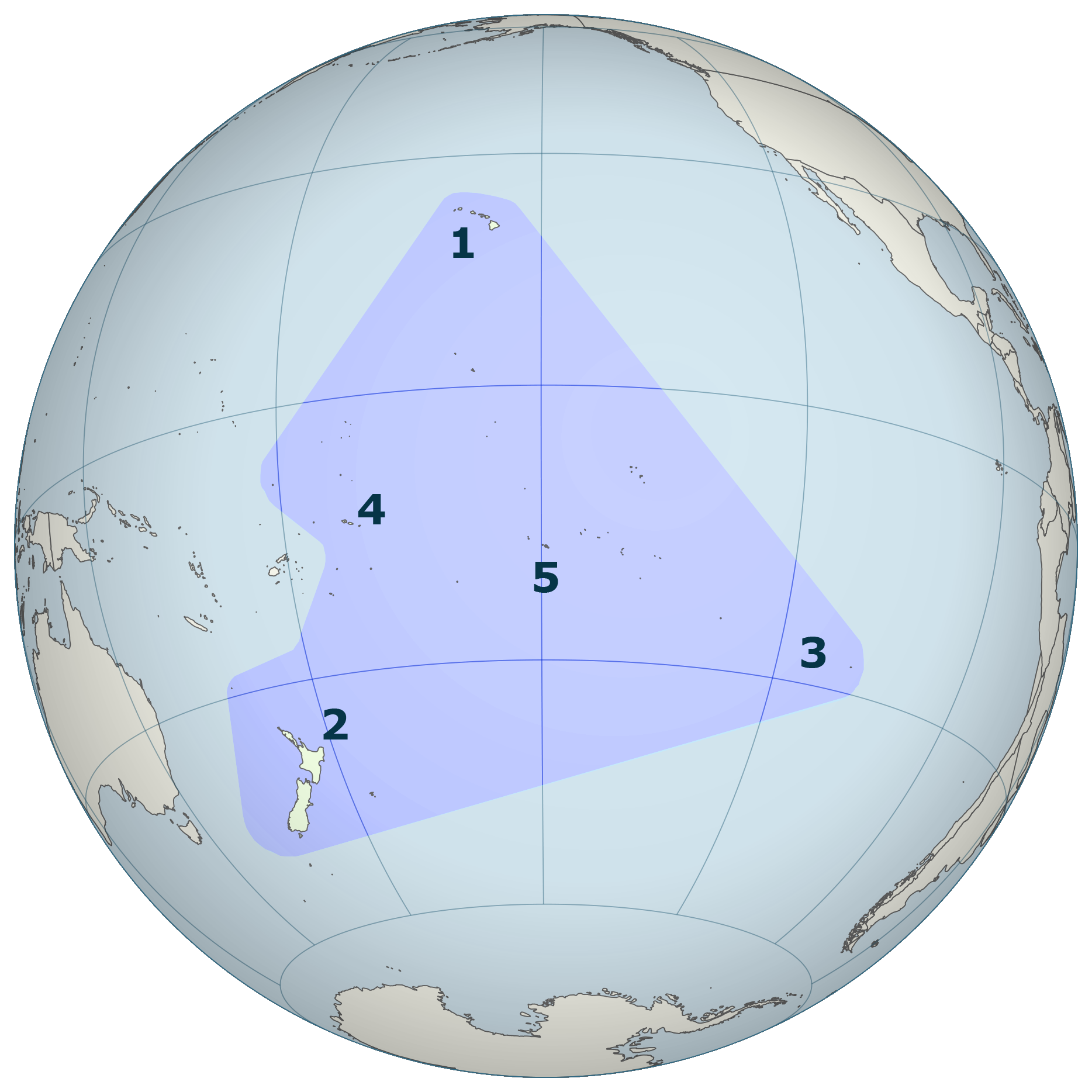
폴리네시아는 일반적으로 그림과 같은 삼각형 지역 안의 섬들로 정의된다.

폴리네시아 삼각형(Polynesian Triangle)은 하와이 제도, 뉴질랜드, 이스터 섬을 잇는 삼각형을 닮은 태평양의 수역과 섬들이다. 삼각형 밖에 있는 폴리네시아 문화권은 역외 폴리네시아(Polynesian outlier)라고 한다.

## 같이 보기
- 고대 하와이
- 마오리족